# Вильнёв, Евгений Францевич
Евгений Францевич де Вильнёв (фр. Eugène de Villeneuve; 1803, Франция — не ранее 1879, Феодосия, Таврическая губерния) — историк, археолог, с 1849 года хранитель Феодосийского музея древностей, член Одесского общества истории и древностей.

## Биография
Евгений Францевич де-Вильнёв (Eugène de Villeneuve) родился в дворянской семье в коммуне Сент-Север-сюр-Эндр в 1802 году. По вероисповеданию — католик. В 1819—1821 гг. проходил военную службу в Королевской гвардии. В 1824 году, сочувствуя греческим патриотам, филэллин де Вильнёв отправился в Грецию, где в 1825 г. принял участие в освободительной войне. В 1826—1827 гг. впервые посетил Россию. Осенью 1827 г. в Брюсселе опубликовал свои воспоминания — «Дневник Эжена де Вильнёва, ротмистра Греческой армии, составленный в Греции в 1825 и 1826 годах».
Учился и некоторое время работал в Парижском историческом институте. В 1837 году переехал в Российскую империю на постоянное место жительства. С 10 марта 1839 года работал учителем французского языка в Таганрогской гимназии, с 1840 года — преподавателем без жалования в уездном училище. В 1842 году в Новочеркасском войсковом правлении Е. де Вильнёв присягнул на подданство Российской империи. В 1843 году получил чин коллежского секретаря, а в 1844 году — титулярного советника. Служил по Министерству внутренних дел при медицинском департаменте. В 1845 году он был прикомандирован к Одесском карантину, надзирал над работами по обеззараживанию. Из Одессы 5 июля 1848 года Вильнёв был переведен в Феодосийский карантин «непременным членом».
В Феодосии Вильнёв проявил интерес к археологическим находкам, обнаруженным в городе и его округе, активно сотрудничал с представителями Одесского общества истории и древностей, членом которого стал в 1852 году. 5 августа 1849 году Таврический губернатор назначил Вильнёва по его собственной инициативе заведующим Феодосийским музеем древностей (на бесплатной основе). При посредничестве Вильнёва в соответствии с указом Новороссийского и Бессарабского генерал-губернатора князя М. С. Воронцова от 31 мая 1851 года музей был передан в ведение Одесского общества истории и древностей.
Стараниями Е. Ф. де Вильнёва за полтора десятка лет музей превратился в серьёзное по тем временам заведение, занимавшееся собиранием раритетов, охраной памятников истории и культуры в Феодосии и её округе, археологическими раскопками. Музей был удостоен посещением императора Александра ІІ 10 сентября 1861 года. Стараниям известного художника и мецената И. К. Айвазовского музей получал пожертвования, а уже после отставки Вильнёва и новое здание в 1871 году. В 1865 году Вильнёв покинул пост директора музея. Прошение было подано 17 октября 1864 года по семейным обстоятельствам.
1848 году произошло знакомство Вильнёва с художником, также французского происхождения, Викентием Руссеном. К тому времени В. О. Руссен уже сложился как художник романтического направления. Вскоре они подружились, несмотря на значительную разницу в возрасте. Руссен был помощником Вильнёва во время его археологических исследований в Феодосии и за её пределами. С 1856 года они были сослуживцами по Феодосийскому карантину.
Точная дата смерти отставного директора неизвестна, но по косвенным архивным данным она произошла не ранее 1879 года.

## Семья
Жена (с 1826 года по греческим законам; с 1830 г. по французским законам) — православная, в девичестве Ангелика Анастасьевна де Вильнёв (Кацаити) .

## Исследования и публикации
В 1852 году участвовал в раскопках, проводимых известным археологом и нумизматом князем А. А. Сибирский. Было найдено множество золотых вещей, терракотовых предметов, монет. Часть находок попала в Феодосийский музей древностей и Одесский археологический музей, основные же вещи украсили коллекцию императорского Эрмитажа. Раскопки подтвердили, что на месте средневековой Каффы действительно располагалась античная Феодосия. Вильнёв в 1858 году также отправил в Одессу прорисовки с генуэзскими надписями и гербами из Судакской крепости.
В 1853—1858 годах в Париже выходил подготовленный заведующим Феодосийским музеем древностей Е. Ф. де Вильнёвым «Исторический и художественный альбом Тавриды», включавший 35 литографий В. О. Руссена с видами и историко-архитектурными памятниками Феодосии, Судака, Карагоза, Алушты, Гурзуфа, Инкермана, Балаклавы. В альбом вошли также три литографии И. К. Айвазовского, который всемерно поддерживал авторов и одна схема авторства Е. Флавьена. Вильневу удалось напечатать несколько его выпусков во Франции, входившей в это в коалицию государств, воевавших в тот период с Россией в ходе Восточной (Крымской) войны. Возможно, ему помогли его родственники, жившие во Франции. Альбом в настоящее время библиографическая редкость и ценный источник по истории и архитектуре Крыма. Отдельные его экземпляры, имеющиеся в российских и зарубежных библиотеках, сохранились в разрозненном виде.
Учеными Крымского федерального университета им. В. И. Вернадского — профессором Э. Б. Петровой и А. В. Карпенко, совместно с директором Феодосийского музея древностей А. А. Евсеевым было подготовлено в 2015 году издание альбома на русском языке с научными комментариями. Основой издания стал экземпляр альбома из библиотеки Феодосийского музея древностей. В альбоме представлены литографии архитектурных и исторических памятников Крыма, снятые с натуры в середине XIX века. Недостающие части текста и иллюстрации взяты из экземпляров, находящихся в библиотечных собраниях России и Украины. Впервые публикуются рисунки В. О. Руссена из фондов Феодосийского музея древностей.
- Villeneuve E. Album historique et pittoresque de la Tauride – Vol. 1 - 25. — Paris, 1858. — 200 с.
- Villeneuve E. Atelier de peinture a Theodosie. Soiree asiatique (фр.) // Journal d`Odessa. — 1850. — № 16. — С. 1 – 3.
- Вильнѐв Е. Ф. Наблюдение в Феодосии (рус.) // Одесский вестник. — 1851. — 11 август. — С. 212—214.